# Debajo de las piedras
Debajo de las piedras es el tercer álbum de estudio de la banda de Granada 091. Fue publicado en el año 1988 a través del sello discográfico Zafiro, tras haberse grabado en los estudios madrileños de Sonoland.
Con la salida del grupo de Antonio Arias para impulsar su banda Lagartija Nick, se incorporó como bajista Ángel Doblas para acompañar a José Antonio García (voz y armónica), José Ignacio Lapido (guitarra) y Tacho González (batería).
El álbum fue producido por Carlos Vázquez 'Tibu', y contó con las colaboraciones de Manolo España en la guitarra, así como de Alfonso Conejo "Fonfi" y Pablo Salinas en los teclados.
Como singles de este álbum se extrajeron "La Torre de la Vela". y "Todo lo que quiero hacer", cuya cara b "Sólo Hago Sonar Mi Guitarra" se incorporó a la reedición de 2016.

## Lista de canciones
Todas las canciones fueron compuestas por José Ignacio Lapido, excepto "A mí con esas", versión de Los Brincos.
1. "Todo Lo Que Quiero Hacer"
2. "Un Día De Lluvia"
3. "Música Para Las Penas"
4. "Demasiados Escalones"
5. "Debajo De Las Piedras"
6. "La Torre De La Vela"
7. "El Sur"
8. "Sólo Tú (Haces Que Me Sienta Bien)"
9. "A Mí Con Esas"
10. "Los Cuernos Del Caracol"
11. "Si Hay Tormenta"

Bonus Tracks:
1. "Sólo Hago Sonar Mi Guitarra"

## Personal

### Formación
- José Antonio García - Cantante y armónica
- José Ignacio Lapido - Guitarra
- Ánbel Doblas - Bajo
- Tacho González - Batería

### Colaboradores
- Manolo España - Guitarra
- Alfonso Conejo "Fonfi" - Teclados
- Pablo Salinas - Teclados